# Brendon Hartley
Brendon Morris Hartley (Palmerston North, Nueva Zelanda; 10 de noviembre de 1989) es un piloto de automovilismo neozelandés. Es cuatro veces campeón del Campeonato Mundial de Resistencia de la FIA, en 2015 y 2017 con Porsche, y en 2022 y 2023 con Toyota Gazoo Racing. Fue ganador de las 24 Horas de Le Mans en 2017, 2020 y 2022, y segundo en 2015, 2021 y 2023. En 2017 y 2018 fue piloto de la Scuderia Toro Rosso en Fórmula 1.

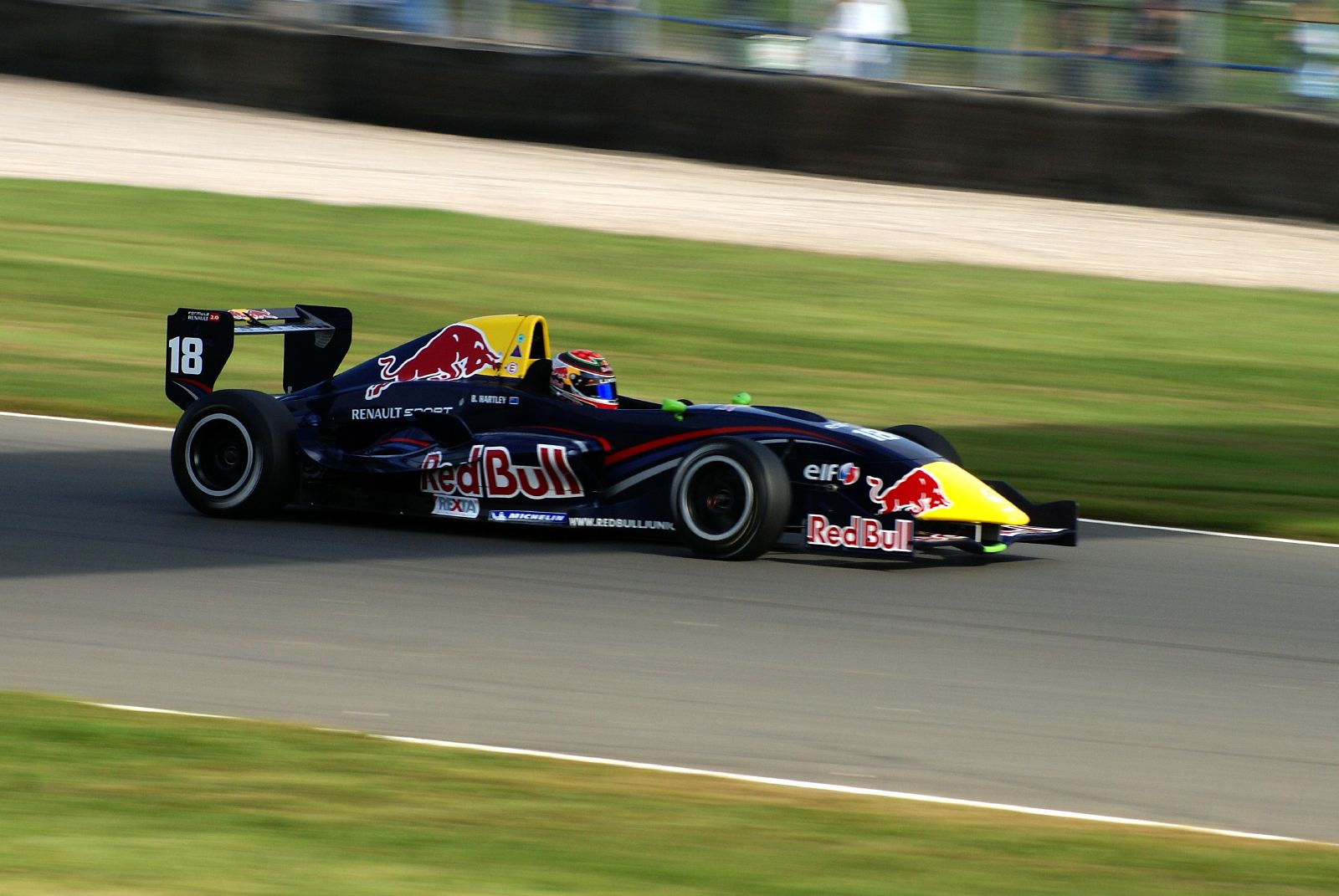
Hartley en la Eurocopa de Fórmula Renault 2.0, en el año 2007.

## Carrera

### Inicios
Hartley nació en una familia bien integrada en los deportes de motor. Su padre, Bryan, había competido en muchas formas de deportes de motor, sobre todo la Fórmula Atlantic. A la edad de seis años, Hartley comenzó su carrera profesional en carreras de karts, a raíz de su hermano, los pasos de Nelson. Seis años después, el joven de Nueva Zelanda participó en su primer campeonato de la escala de raza, que compiten en la categoría de la primera fórmula. En contra de muchos veteranos, Hartley terminó la temporada en el séptimo puesto. En 2003, a los trece años tuvo su primera ruptura importante ya que ganó que Nueva Zelanda año de la Formula Ford Festival, que dio lugar a él conseguir una unidad para el campeonato del año siguiente la Fórmula Ford. En un coche de su hermano utilizados el año anterior, empezó a cuatro carreras y ganó dos de ellos.
Después de una temporada en la Fórmula Toyota de Nueva Zelanda, Hartley se trasladó a Europa, compitiendo en la Eurocup Formula Renault 2.0 y Fórmula Renault 2.0. El neozelandés terminó 14.º y 10.º en el campeonato de pilotos en la Eurocopa y la Copa de Europa del Norte, respectivamente, teniendo una posición de podio en Anderstorp en el segundo. Su segundo año en la Fórmula Renault vio estancia en la Eurocopa, pero pasar de la CNE para el campeonato italiano. Ese año vio tomar tres victorias en la Eurocup y tres podios en el campeonato italiano, y consiguió el título del campeonato en la Eurocopa. En 2007, Hartley también hizo su debut en el Masters de Fórmula 3 de Zolderacabando cuarto. Esto resultó en un ensayo con el A1 Team New Zealand y el título del novato del año.
En 2008, Hartley compitió en la Fórmula 3 Británica de Carlin Motorsport, ganó cinco veces y, finalmente, terminó el campeonato en tercer lugar, debido a una mayor cantidad de abandonos en comparación con la de sus compañeros de equipo, Jaime Alguersuari y Oliver Turvey. Asimismo, compitió en ocho carreras en la Fórmula 3 Euroseries de Carlin y RC Motorsport, y ha logrado dos finales en los puntos, aunque no era elegible para puntos.
Por otra parte, Hartley terminó quinto en el Masters de Fórmula 3, y un disco sensacional en el Gran Premio de Macao para terminar en tercer lugar, después de estrellarse en la carrera de calificación. Comenzó 20.º en la parrilla y registró la vuelta rápida en carrera.
Se quedó con Carlin para disputar la F3 Euroseries en 2009, acabado undécimo a pesar de que faltar a dos rondas, debido a los compromisos de la Fórmula Renault 3.5. En esa serie, Hartley compitieron por el campeón defensor del equipo Tech 1 Racing, obteniendo un segundo puesto y un quinto como mejores resultados, terminando decimoquinto en el campeonato.
Hartley firmó nuevamente con Tech 1 para disputar la temporada 2010 de la Fórmula Renault 3.5. En las primeras once carreras, obtuvo un segundo puesto, dos cuartos y cinco sextos. Sin embargo, Red Bull quitó su apoyo económico al piloto, quedando sin butaca. Corrió una de las tres fechas restantes con P1 Motorsport, culminando décimo en la tabla general.
En 2011, Hartley retornó a la Fórmula Renault 3.5 con el equipo Gravity-Charouz. Obtuvo tres terceros puestos y seis top 5 en 17 carreras disputadas, por lo que alcanzó la décima posición final.

### GP2 Series

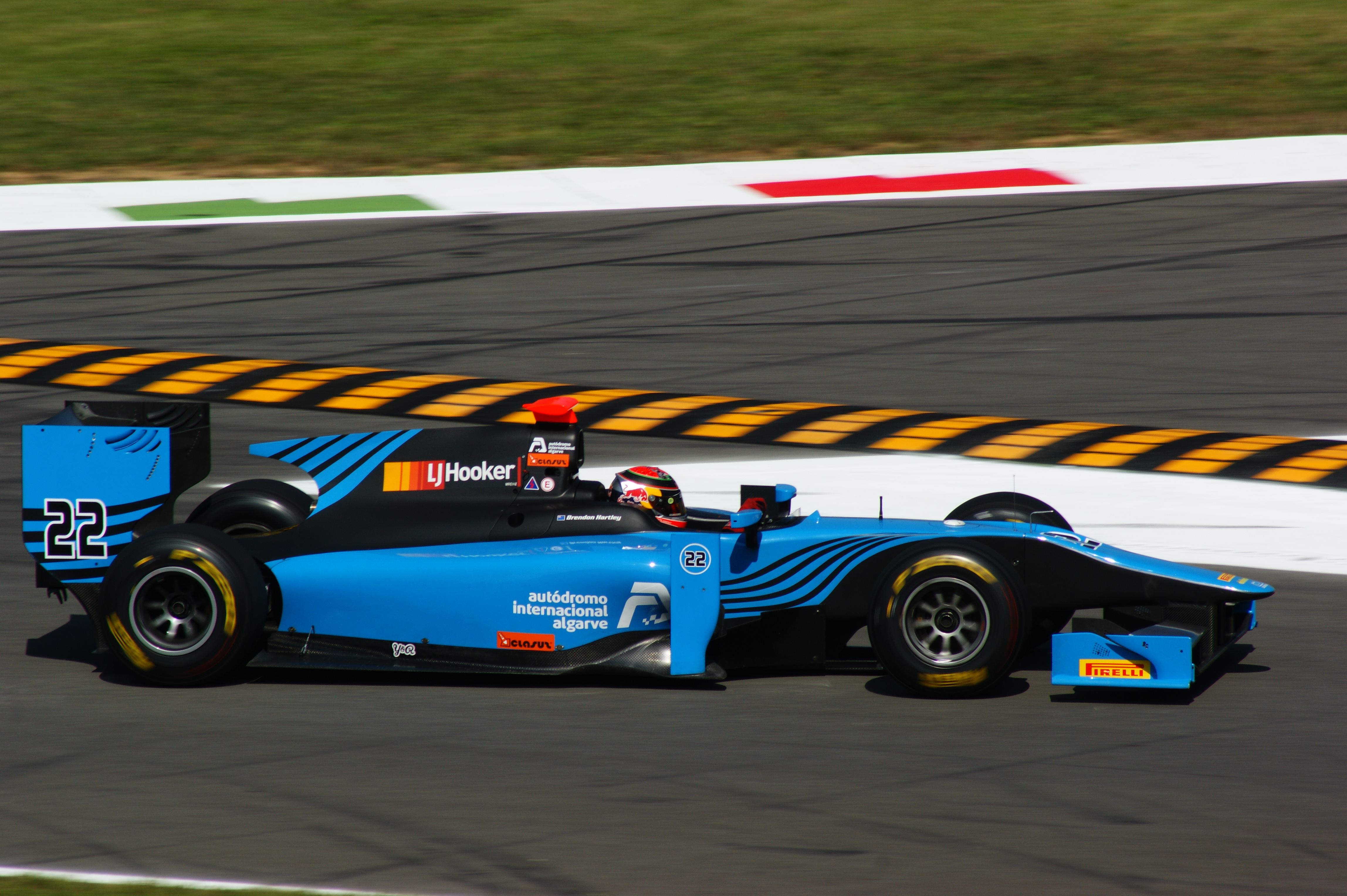
Hartley en GP2 2011, en Monza.

El 11 de septiembre de 2010, Brendon debutó con Scuderia Coloni en Monza, sustituyendo a Vladimir Arabadzhiev. En la temporada 2011 disputa las 4 últimas rondas sustituyendo a Kevin Mirocha. Logra un 5.º puesto como mejor resultado.

### Resistencia
En 2012, Hartley empezó a competir en las carreras de resistencia con un Oreca 03 - Nissan del equipo Murphy en tres fechas del Campeonato Mundial de Resistencia; finalizó tercero en la clase en Spa-Francorchamps, noveno en Silverstone y retiro en las 24 Horas de Le Mans. Además participó de la fecha de Donington y la Petit Le Mans, fecha válidas por la European Le Mans Series, resultando tercero en la primera.
Al año siguiente, Hartley participó en toda la temporada de la European Le Mans Series con Murphy, donde ganó en Paul Ricard y fue segundo en Hungaroring, resultando quinto en la tabla de pilotos. Además participó de las 24 Horas de Le Mans, finalizando séptimo en la clase. Por otro lado, Hartley fue piloto regular de la Rolex Sports Car Series con un Riley-BMW de Starworks; con una victoria en Road America, un tercer lugar y un cuarto, acabó 12.º en la clasificación general.

#### Porsche (2014-2017)

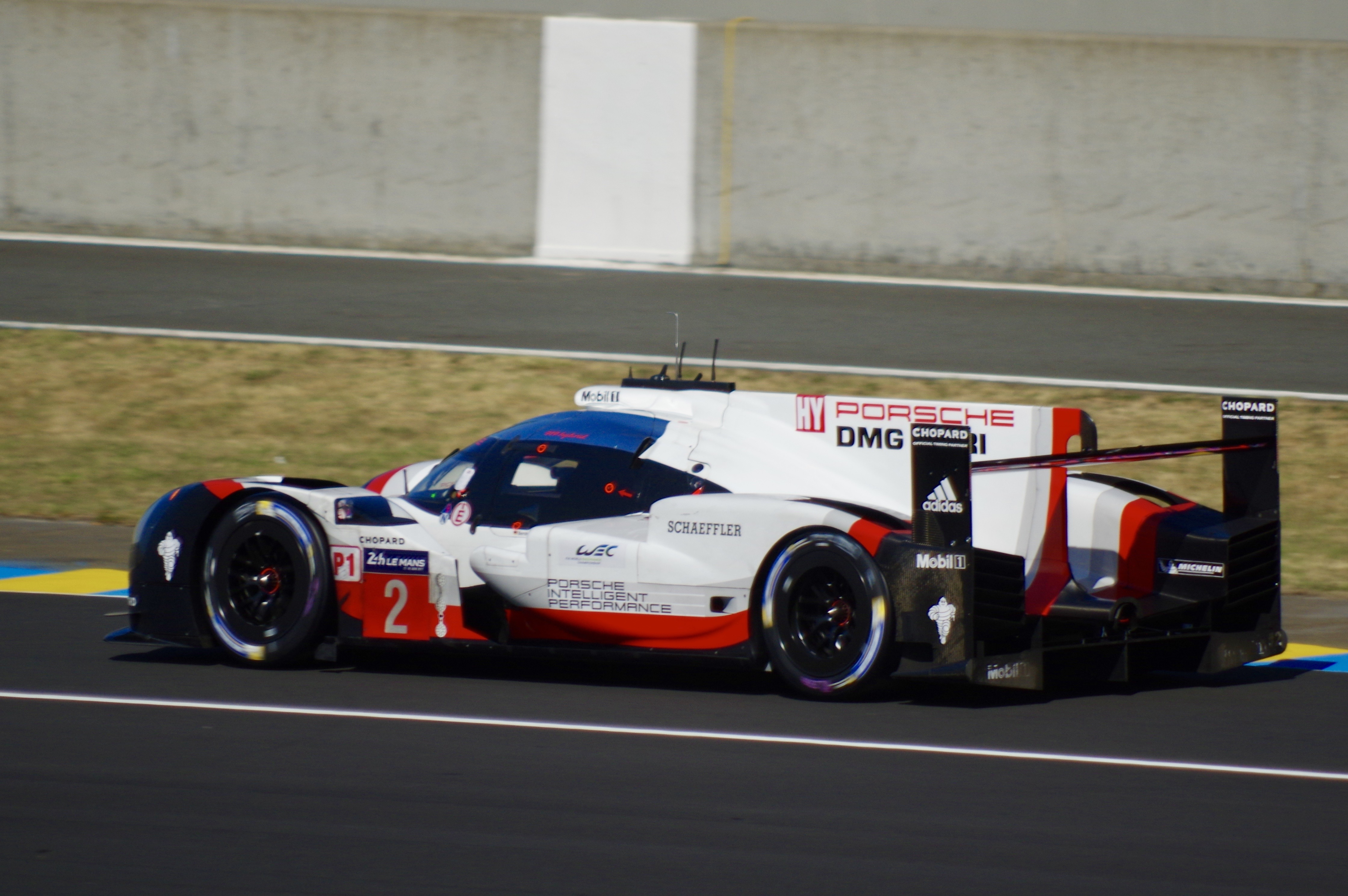
Porsche 919 Hybrid de Hartley en las 24 Horas de Le Mans 2017.

Porsche contrató a Hartley para competir la temporada 2014 del Campeonato Mundial de Resistencia en uno de los Porsche 919 Hybrid de clase LMP1. Con Mark Webber y Timo Bernhard como compañeros de butaca, logró tres podios, finalizando 16.º en el campeonato.
Permaneciendo junto a Webber y Bernhard en Porsche, Hartley logró cuatro victorias y el segundo puesto en las 24 Horas de Le Mans, resultando campeón de pilotos. En 2016, el trío consiguió cuatro triunfos y dos terceros puestos, colaborando a que Porsche obtuviera el campeonato de marcas. 
No obstante, por la falta de buenos resultados en el inicio de la temporada, incluyendo las 24 Horas de Le Mans, resultaron décimo en la clasificación general de pilotos.
En 2017 ganó las 24 Horas junto a Timo Bernhard y Earl Bamber.

#### PostFórmula 1
En marzo de 2019 corrió las 12 Horas de Sebring con el equipo Action Express logrando finalizar tercero. Además, en mayo fue confirmado como piloto de Toyota para disputar la 2019-20 del WEC y en marzo por la 2018-19 había corrido las 1000 Millas de Sebring con el equipo SMP Racing logrando acabar en el tercer puesto.

### Fórmula 1

#### Desarrollo (2008-2010)
En febrero de 2008, con 18 años, Hartley tuvo su primera experiencia de la Fórmula 1. Fue invitado a realizar un programa de ejecución para Red Bull Racing en Riad. Desde aquí se realiza el primer Shake Down 3 días de prueba para los vehículos de 2008 Scuderia Toro Rosso, el STR3.
En noviembre de 2008, se anunció que sustituiría a Mark Webber, que se había roto una pierna en un accidente en bicicleta, mediante la realización de las tareas de pruebas junto con el piloto de pruebas permanente Sébastien Buemi de Red Bull RB4 del 2008.
Para la temporada 2009, Hartley fue designado como piloto oficial de reserva, tanto para el Red Bull Racing y Scuderia Toro Rosso.
No obstante, no puede obtener su superlicencia obligatoria aprobado hasta abril de 2009, fue sustituido en esta función por el retirado piloto de F1 David Coulthard para las primeras carreras en Melbourne y Sepang. Hartley por fin ingresó a ese puesto en España. Fue sustituido en el papel por Jaime Alguersuari en la segunda mitad.
Para la temporada 2010, Hartley fue nombrado nuevo piloto de reserva oficial, tanto para Red Bull Racing y Scuderia Toro Rosso. Él compartió los derechos de la reserva con Daniel Ricciardo.
Brendon Hartley fue expulsado del programa Red Bull Junior Team, lo que significa su salida del equipo Tech 1 con el que competía en las World Series by Renault y el punto final a sus puestos en Red Bull y Toro Rosso.

#### Toro Rosso (2017-2018)

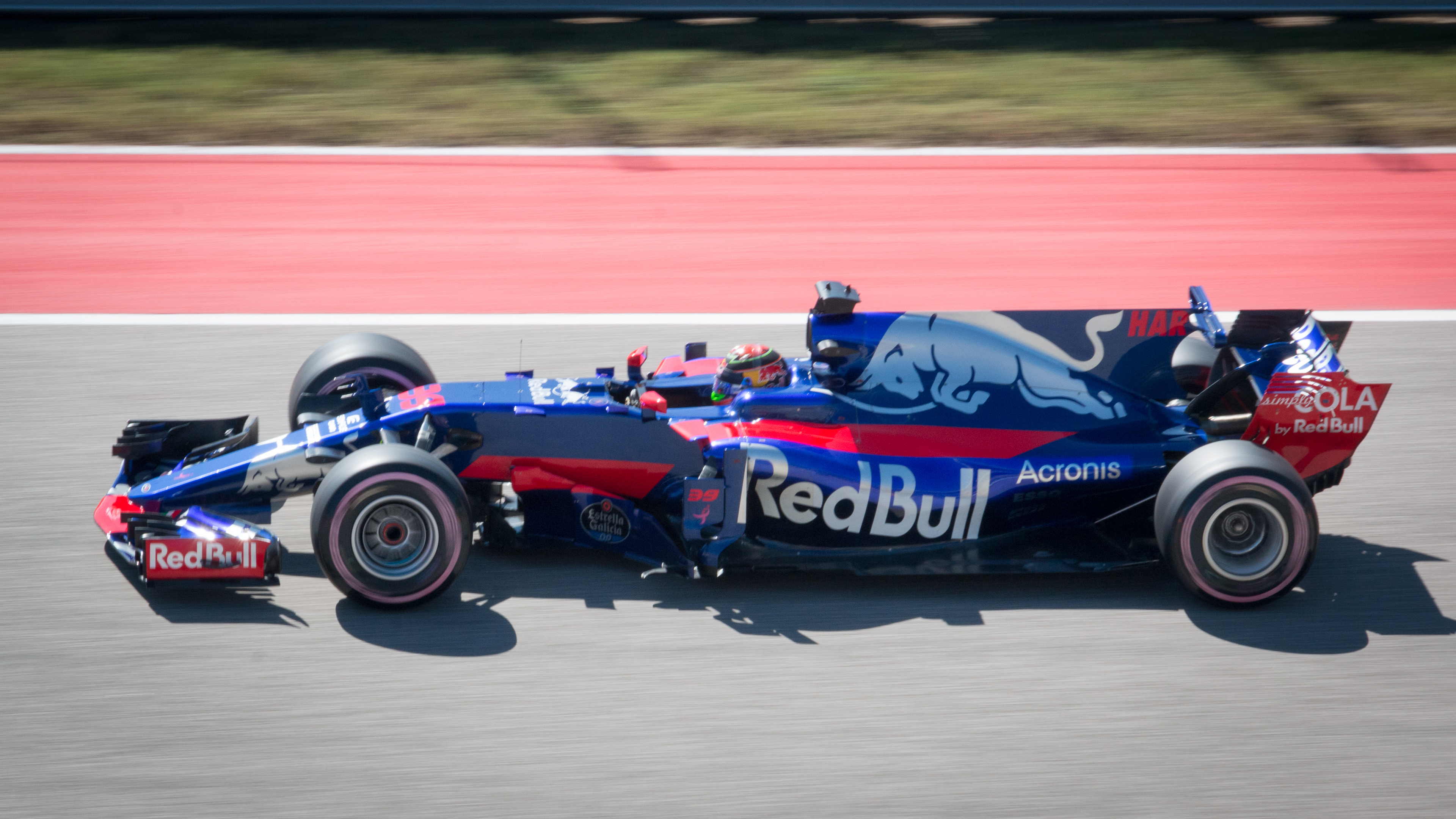
Hartley en su debut en F1, en Austin.

Tras pasar 9 años desde su primera toma de contacto con un F1, Hartley fue llamado por Red Bull Racing para reemplazar a Carlos Sainz Jr. en Scuderia Toro Rosso para el Gran Premio de los Estados Unidos, debido a que el piloto madrileño había fichado en mitad de temporada por Renault. Corrió cuatro carreras ese año, sin sumar puntos. Para la temporada 2018 fue piloto titular de la escudería italiana junto al francés Pierre Gasly. Obtuvo un noveno puesto y dos décimos, sumando un total de 4 puntos a lo largo del campeonato, 15 menos que su compañero, y quedó 19.º en la clasificación de pilotos.

#### Piloto de simulador en Ferrari (2019)
En febrero fue confirmado como uno de los cuatro pilotos de simulador de la Scuderia Ferrari para esta temporada de Fórmula 1.

### Fórmula E
Tras perder su asiento en Scuderia Toro Rosso, siguió siendo piloto de Porsche probando el monoplaza de Fórmula E. Luego de que la marca alemana haya decidido que André Lotterer y Neel Jani sean sus pilotos, Brendon llegó a un acuerdo con Dragon Racing. Fue sustituido a falta de seis carreras, habiendo sumado puntos en una ocasión.

## Resumen de carrera
| Temporada | Categoría                                              | Equipo                                      | Carreras     | Victorias    | Poles        | VR           | Podios       | Puntos       | Pos.         |
| --------- | ------------------------------------------------------ | ------------------------------------------- | ------------ | ------------ | ------------ | ------------ | ------------ | ------------ | ------------ |
| 2002-03   | Fórmula First Nueva Zelanda                            |                                             | 6            | 0            | ?            | ?            | 0            | 335          | 8.º          |
| 2003-04   | Fórmula Ford Nueva Zelanda                             |                                             | 18           | 6            | 6            | 3            | 9            | 239          | 2.º          |
| 2005      | Toyota Racing Series                                   | GVI                                         | 15           | 3            | 1            | 2            | 7            | 807          | 3.º          |
| 2005-06   | Toyota Racing Series                                   | Victory Motorsport                          | 12           | 1            | 0            | 0            | 8            | 711          | 8.º          |
| 2006      | Fórmula Renault 2.0 NEC                                | Motorsport Arena                            | 14           | 0            | 0            | 1            | 1            | 151          | 10.º         |
| 2006      | Eurocopa de Fórmula Renault 2.0                        | Motorsport Arena                            | 14           | 0            | 0            | 0            | 0            | 21           | 13.º         |
| 2006-07   | Toyota Racing Series                                   | Mark Petch Motorsport                       | 1            | 0            | 0            | 0            | 0            | 0            | NC           |
| 2007      | Eurocopa de Fórmula Renault 2.0                        | Epsilon Red Bull Team                       | 14           | 4            | 6            | 4            | 8            | 134          | 1.º          |
| 2007      | Fórmula Renault 2.0 Italiana                           | Epsilon Red Bull Team                       | 14           | 1            | 1            | 5            | 5            | 236          | 3.º          |
| 2007      | Masters de Fórmula 3                                   | ASL Mücke Motorsport                        | 1            | 0            | 0            | 0            | 0            | N/A          | 4.º          |
| 2007      | Gran Premio de Macao                                   | Carlin Motorsport                           | 1            | 0            | 0            | 0            | 0            | N/A          | 12.º         |
| 2008      | Campeonato de Fórmula 3 Británica                      | Carlin Motorsport                           | 22           | 5            | 5            | 4            | 11           | 208          | 3.º          |
| 2008      | Fórmula 3 Euroseries                                   | Carlin Motorsport                           | 6            | 0            | 0            | 0            | 0            | 0            | NC†          |
| 2008      | Fórmula 3 Euroseries                                   | RC Motorsport                               | 2            | 0            | 0            | 0            | 0            | 0            | NC†          |
| 2008      | Masters de Fórmula 3                                   | Carlin Motorsport                           | 1            | 0            | 0            | 0            | 0            | N/A          | 5.º          |
| 2008      | Gran Premio de Macao                                   | Carlin Motorsport                           | 1            | 0            | 0            | 1            | 1            | N/A          | 3.º          |
| 2009      | Fórmula 3 Euroseries                                   | Carlin Motorsport                           | 16           | 1            | 0            | 0            | 1            | 15           | 11.º         |
| 2009      | Gran Premio de Macao                                   | Carlin Motorsport                           | 1            | 0            | 0            | 0            | 0            | N/A          | NC           |
| 2009      | Fórmula Renault 3.5                                    | Tech 1 Racing                               | 13           | 0            | 1            | 3            | 1            | 26           | 15.º         |
| 2010      | Fórmula Renault 3.5                                    | Tech 1 Racing                               | 11           | 0            | 0            | 2            | 1            | 50           | 10.º         |
| 2010      | Fórmula Renault 3.5                                    | P1 Motorsport                               | 2            | 0            | 0            | 0            | 0            | 50           | 10.º         |
| 2010      | GP2 Series                                             | Scuderia Coloni                             | 4            | 0            | 0            | 0            | 0            | 1            | 27.º         |
| 2011      | Fórmula Renault 3.5                                    | Gravity–Charouz Racing                      | 16           | 0            | 0            | 2            | 3            | 95           | 7.º          |
| 2011      | GP2 Series                                             | Ocean Racing Technology                     | 4            | 0            | 0            | 0            | 0            | 4            | 19.º         |
| 2012      | GP2 Series                                             | Ocean Racing Technology                     | 4            | 0            | 0            | 0            | 0            | 1            | 25.º         |
| 2012      | European Le Mans Series                                | Murphy Prototypes                           | 2            | 0            | 0            | 1            | 1            | 15           | 10.º         |
| 2012      | Campeonato Mundial de Resistencia de la FIA - LMP2     | Murphy Prototypes                           | 1            | 0            | 0            | 0            | 0            | 0            | NC†          |
| 2013      | Rolex Sports Car Series                                | Starworks Motorsport                        | 11           | 1            | 1            | 2            | 2            | 252          | 12.º         |
| 2013      | European Le Mans Series                                | Murphy Prototypes                           | 5            | 1            | 1            | 4            | 2            | 64           | 5.º          |
| 2013      | Campeonato Mundial de Resistencia de la FIA - LMP2     | Murphy Prototypes                           | 3            | 0            | 0            | 0            | 0            | 0            | NC†          |
| 2014      | Campeonato Mundial de Resistencia de la FIA - LMP1     | Porsche Team                                | 8            | 0            | 1            | 0            | 3            | 64.5         | 9.º          |
| 2014      | United SportsCar Championship - P                      | Starworks Motorsport                        | 1            | 0            | 0            | 0            | 0            | 15           | 55.º         |
| 2015      | Campeonato Mundial de Resistencia de la FIA - LMP1     | Porsche Team                                | 8            | 4            | 5            | 2            | 6            | 166          | 1.º          |
| 2015      | United SportsCar Championship - P                      | Starworks Motorsport                        | 1            | 0            | 0            | 0            | 0            | 23           | 30.º         |
| 2016      | Campeonato Mundial de Resistencia de la FIA - LMP1     | Porsche Team                                | 9            | 4            | 2            | 3            | 6            | 134.5        | 4.º          |
| 2016      | IMSA SportsCar Championship - Prototype                | Ford Chip Ganassi Racing                    | 1            | 0            | 0            | 0            | 0            | 27           | 27.º         |
| 2017      | Campeonato Mundial de Resistencia de la FIA - LMP1     | Porsche LMP Team                            | 9            | 4            | 2            | 2            | 8            | 208          | 1.º          |
| 2017      | IMSA SportsCar Championship - Prototype                | Tequila Patrón ESM                          | 3            | 1            | 0            | 0            | 1            | 80           | 19.º         |
| 2017      | Fórmula 1                                              | Scuderia Toro Rosso                         | 4            | 0            | 0            | 0            | 0            | 0            | 23º          |
| 2018      | Fórmula 1                                              | Red Bull Toro Rosso Honda                   | 21           | 0            | 0            | 0            | 0            | 4            | 19.º         |
| 2018-19   | Campeonato Mundial de Resistencia de la FIA - LMP1     | SMP Racing                                  | 1            | 0            | 0            | 0            | 1            | 19           | 18.º         |
| 2019      | IMSA SportsCar Championship - DPi                      | Mustang Sampling Racing                     | 1            | 0            | 0            | 0            | 1            | 30           | 27.º         |
| 2019-20   | Fórmula E                                              | GEOX Dragon                                 | 5            | 0            | 0            | 0            | 0            | 2            | 23.º         |
| 2019-20   | Campeonato Mundial de Resistencia de la FIA - LMP1     | Toyota Gazoo Racing                         | 8            | 2            | 1            | 0            | 8            | 202          | 2.º          |
| 2021      | Campeonato Mundial de Resistencia de la FIA - Hypercar | Toyota Gazoo Racing                         | 6            | 3            | 1            | 1            | 5            | 168          | 2.º          |
| 2022      | Campeonato Mundial de Resistencia de la FIA - Hypercar | Toyota Gazoo Racing                         | 6            | 2            | 2            | 0            | 5            | 149          | 1.º          |
| 2022      | IMSA SportsCar Championship - DPi                      | WTR - Konica Minolta Acura                  | 1            | 0            | 0            | 0            | 0            | 280          | 22.º         |
| 2023      | Campeonato Mundial de Resistencia de la FIA - Hypercar | Toyota Gazoo Racing                         | 7            | 2            | 2            | 0            | 6            | 172          | 1.º          |
| 2023      | IMSA SportsCar Championship - GTP                      | Wayne Taylor Racing with Andretti Autosport | 1            | 0            | 0            | 0            | 1            | 350          | 19.º         |
| 2024      | Campeonato Mundial de Resistencia de la FIA - Hypercar | Toyota Gazoo Racing                         | 8            | 2            | 1            | 0            | 2            | 109          | 4.º          |
| 2024      | IMSA SportsCar Championship - GTP                      | Wayne Taylor Racing with Andretti           | 3            | 0            | 0            | 0            | 0            | 771          | 21.º         |
| 2025      | IMSA SportsCar Championship - GTP                      | Cadillac Wayne Taylor Racing                | Disputándose | Disputándose | Disputándose | Disputándose | Disputándose | Disputándose | Disputándose |
| 2025      | Campeonato Mundial de Resistencia de la FIA - Hypercar | Toyota Gazoo Racing                         | Disputándose | Disputándose | Disputándose | Disputándose | Disputándose | Disputándose | Disputándose |
| Fuente:   |                                                        |                                             |              |              |              |              |              |              |              |

- † Hartley no fue apto para sumar puntos.

## Resultados

### Fórmula 3 Euro Series
(Clave) (negrita indica pole position) (cursiva indica vuelta rápida)

| Año  | Equipo            | Chasis           | Motor      | 1        | 2         | 3       | 4       | 5         | 6        | 7        | 8       | 9        | 10       | 11        | 12       | 13      | 14      | 15       | 16      | 17        | 18       | 19        | 20       | Pos. | Puntos |
| ---- | ----------------- | ---------------- | ---------- | -------- | --------- | ------- | ------- | --------- | -------- | -------- | ------- | -------- | -------- | --------- | -------- | ------- | ------- | -------- | ------- | --------- | -------- | --------- | -------- | ---- | ------ |
| 2008 | RC Motorsport     | Dallara F308/077 | Volkswagen | HOC 1    | HOC 2     | MUG 1   | MUG 2   | PAU 1     | PAU 2    | NOR 1    | NOR 2   | ZAN 1    | ZAN 2    | NÜR 1 Ret | NÜR 2 14 | BRH 1   | BRH 2   |          |         |           |          |           |          | NC†  | 0†     |
| 2008 | Carlin Motorsport | Dallara F308/055 | Mercedes   |          |           |         |         |           |          |          |         |          |          |           |          |         |         | CAT 1 14 | CAT 2 6 | BUG 1 8   | BUG 2 22 | HOC 1 Ret | HOC 2 14 | NC†  | 0†     |
| 2009 | Carlin Motorsport | Dallara F308/074 | Volkswagen | HOC 1 19 | HOC 2 Ret | LAU 1 4 | LAU 2 4 | NOR 1 Ret | NOR 2 11 | ZAN 1 10 | ZAN 2 8 | OSC 1 21 | OSC 2 21 | NÜR 1 22  | NÜR 2 17 | BRH 1 8 | BRH 2 1 | CAT 1    | CAT 2   | DIJ 1 Ret | DIJ 2 11 | HOC 1     | HOC 2    | 11.º | 15     |

† Como Hartley era piloto invitado, él era inelegible para los puntos.

### Fórmula Renault 3.5
(Clave) (negrita indica pole position) (cursiva indica vuelta rápida)

| Año  | Equipo                 | 1          | 2         | 3          | 4          | 5          | 6          | 7          | 8         | 9          | 10      | 11      | 12       | 13      | 14         | 15        | 16         | 17         | Pos. | Puntos |
| ---- | ---------------------- | ---------- | --------- | ---------- | ---------- | ---------- | ---------- | ---------- | --------- | ---------- | ------- | ------- | -------- | ------- | ---------- | --------- | ---------- | ---------- | ---- | ------ |
| 2009 | Tech 1 Racing          | CAT SPR 12 | CAT FEA 9 | SPA SPR 11 | SPA FEA 10 | MON FEA 17 | HUN SPR 17 | HUN FEA 12 | SIL SPR 5 | SIL FEA 13 | BUG SPR | BUG FEA | ALG SPR  | ALG FEA | NÜR SPR 13 | NÜR FEA 2 | ALC SPR 15 | ALC FEA 16 | 15.º | 26     |
| 2010 | Tech 1 Racing          | ALC 1 6    | ALC 2 6   | SPA 1 Ret  | SPA 2 6    | MON 1 4    | BRN 1 2    | BRN 2 6    | MAG 1 Ret | MAG 2 Ret  | HUN 1 4 | HUN 2 9 | HOC 1    | HOC 2   |            |           |            |            | 10.º | 50     |
| 2010 | P1 Motorsport          |            |           |            |            |            |            |            |           |            |         |         |          |         | SIL 1 Ret  | SIL 2 15  | CAT 1      | CAT 2      | 10.º | 50     |
| 2011 | Gravity–Charouz Racing | ALC 1 21   | ALC 2 Ret | SPA 1 4    | SPA 2 8    | MNZ 1 5    | MNZ 2 Ret  | MON 1 3    | NÜR 1 15  | NÜR 2 7    | HUN 1 8 | HUN 2 5 | SIL 1 21 | SIL 2 7 | LEC 1 3    | LEC 2 20  | CAT 1 DNS  | CAT 2 3    | 7.º  | 95     |

### GP2 Series
(Clave) (negrita indica pole position) (cursiva indica vuelta rápida puntuable)

| Año  | Escudería               | 1   | 1   | 2   | 2   | 3   | 3   | 4   | 4   | 5   | 5   | 6   | 6   | 7   | 7   | 8   | 8   | 9   | 9   | 10  | 10  | 11  | 11  | 12  | 12  | Pos. | Puntos | Ref.  |
| ---- | ----------------------- | --- | --- | --- | --- | --- | --- | --- | --- | --- | --- | --- | --- | --- | --- | --- | --- | --- | --- | --- | --- | --- | --- | --- | --- | ---- | ------ | ----- |
| 2010 | Scuderia Coloni         | BAR | BAR | MON | MON | EST | EST | VAL | VAL | SIL | SIL | HOC | HOC | BUD | BUD | SPA | SPA | MNZ | MNZ | YMC | YMC |     |     |     |     | 27.º | 1      | [ 7 ] |
| 2010 | Scuderia Coloni         |     |     |     |     |     |     |     |     |     |     |     |     |     |     |     |     | Ret | Ret | 9   | 6   |     |     |     |     | 27.º | 1      | [ 7 ] |
| 2011 | Ocean Racing Technology | EST | EST | BAR | BAR | MON | MON | VAL | VAL | SIL | SIL | NÜR | NÜR | BUD | BUD | SPA | SPA | MNZ | MNZ |     |     |     |     |     |     | 19.º | 4      | [ 8 ] |
| 2011 | Ocean Racing Technology |     |     |     |     |     |     |     |     |     |     |     |     |     |     | 5   | 9   | 22  | 20  |     |     |     |     |     |     | 19.º | 4      | [ 8 ] |
| 2012 | Ocean Racing Technology | KUA | KUA | SAK | SAK | SAK | SAK | BAR | BAR | MON | MON | VAL | VAL | SIL | SIL | HOC | HOC | BUD | BUD | SPA | SPA | MNZ | MNZ | SIN | SIN | 25.º | 1      | [ 9 ] |
| 2012 | Ocean Racing Technology |     |     | 10  | Ret | 13  | 16  |     |     |     |     |     |     |     |     |     |     |     |     |     |     |     |     |     |     | 25.º | 1      | [ 9 ] |

### 24 Horas de Le Mans
| Año     | Equipo              | Copilotos                       | Automóvil           | Clase    | Vueltas | Pos. | Pos. Clase |
| ------- | ------------------- | ------------------------------- | ------------------- | -------- | ------- | ---- | ---------- |
| 2012    | Murphy Prototypes   | Jody Firth Warren Hughes        | Oreca 03-Nissan     | LMP2     | 196     | DNF  | DNF        |
| 2013    | Murphy Prototypes   | Karun Chandhok Mark Patterson   | Oreca 03-Nissan     | LMP2     | 319     | 12.º | 6.º        |
| 2014    | Porsche Team        | Timo Bernhard Mark Webber       | Porsche 919 Hybrid  | LMP1-H   | 346     | NC   | NC         |
| 2015    | Porsche Team        | Timo Bernhard Mark Webber       | Porsche 919 Hybrid  | LMP1     | 394     | 2.º  | 2.º        |
| 2016    | Porsche Team        | Timo Bernhard Mark Webber       | Porsche 919 Hybrid  | LMP1     | 346     | 13.º | 5.º        |
| 2017    | Porsche Team        | Timo Bernhard Earl Bamber       | Porsche 919 Hybrid  | LMP1     | 367     | 1.º  | 1.º        |
| 2020    | Toyota Gazoo Racing | Sébastien Buemi Kazuki Nakajima | Toyota TS050 Hybrid | LMP1     | 387     | 1.º  | 1.º        |
| 2021    | Toyota Gazoo Racing | Sébastien Buemi Kazuki Nakajima | Toyota GR010 Hybrid | Hypercar | 369     | 2.º  | 2.º        |
| 2022    | Toyota Gazoo Racing | Sébastien Buemi Ryō Hirakawa    | Toyota GR010 Hybrid | Hypercar | 380     | 1.º  | 1.º        |
| 2023    | Toyota Gazoo Racing | Sébastien Buemi Ryō Hirakawa    | Toyota GR010 Hybrid | Hypercar | 342     | 2.º  | 2.º        |
| 2024    | Toyota Gazoo Racing | Sébastien Buemi Ryō Hirakawa    | Toyota GR010 Hybrid | Hypercar | 311     | 5.º  | 5.º        |
| 2025    | Toyota Gazoo Racing | Sébastien Buemi Ryō Hirakawa    | Toyota GR010 Hybrid | Hypercar | 380     | 15.º | 15.º       |
| Fuente: |                     |                                 |                     |          |         |      |            |

### Campeonato Mundial de Resistencia de la FIA
(Clave) (negrita indica pole position) (cursiva indica vuelta rápida)

| Año     | Escudería           | Clase | Automóvil              | 1   | 2   | 3   | 4   | 5   | 6   | 7   | 8   | 9   | Pos. | Puntos | Ref.   |
| ------- | ------------------- | ----- | ---------------------- | --- | --- | --- | --- | --- | --- | --- | --- | --- | ---- | ------ | ------ |
| 2014    | Porsche Team        | LMP1  | Porsche 919 Hybrid     | SIL | SPA | LMS | COA | FUJ | SHA | BHR | SÃO |     | 9.º  | 64.5   | [ 11 ] |
| 2014    | Porsche Team        | LMP1  | Porsche 919 Hybrid     | 3   | 12  | NC  | 5   | 3   | 6   | 3   | Ret |     | 9.º  | 64.5   | [ 11 ] |
| 2015    | Porsche Team        | LMP1  | Porsche 919 Hybrid     | SIL | SPA | LMS | NÜR | COA | FUJ | SHA | BHR |     | 1.º  | 166    | [ 12 ] |
| 2015    | Porsche Team        | LMP1  | Porsche 919 Hybrid     | Ret | 3   | 2   | 1   | 1   | 1   | 1   | 5   |     | 1.º  | 166    | [ 12 ] |
| 2016    | Porsche Team        | LMP1  | Porsche 919 Hybrid     | SIL | SPA | LMS | NÜR | MEX | COA | FUJ | SHA | BHR | 4.º  | 134.5  | [ 13 ] |
| 2016    | Porsche Team        | LMP1  | Porsche 919 Hybrid     | Ret | 16  | 10  | 1   | 1   | 1   | 3   | 1   | 3   | 4.º  | 134.5  | [ 13 ] |
| 2017    | Porsche LMP Team    | LMP1  | Porsche 919 Hybrid     | SIL | SPA | LMS | NÜR | MEX | COA | FUJ | SHA | BHR | 1.º  | 208    | [ 14 ] |
| 2017    | Porsche LMP Team    | LMP1  | Porsche 919 Hybrid     | 2   | 3   | 1   | 1   | 1   | 1   | 4   | 2   | 2   | 1.º  | 208    | [ 14 ] |
| 2018-19 | SMP Racing          | LMP1  | BR Engineering BR1-AER | SPA | LMS | SIL | FUJ | SHA | SEB | SPA | LMS |     | 18.º | 19     | [ 15 ] |
| 2018-19 | SMP Racing          | LMP1  | BR Engineering BR1-AER |     | 3   |     |     |     |     |     |     |     | 18.º | 19     | [ 15 ] |
| 2019-20 | Toyota Gazoo Racing | LMP1  | Toyota TS050 Hybrid    | SIL | FUJ | SHA | BHR | COA | SPA | LMS | BHR |     | 2.º  | 202    | [ 16 ] |
| 2019-20 | Toyota Gazoo Racing | LMP1  | Toyota TS050 Hybrid    | 2   | 1   | 2   | 2   | 2   | 2   | 1   | 2   |     | 2.º  | 202    | [ 16 ] |

### Rolex Sports Car Series
(Clave) (negrita indica pole position) (cursiva indica vuelta rápida)

| Año  | Equipo               | Marca | Motor | Clase | 1      | 2      | 3      | 4      | 5     | 6      | 7     | 8     | 9     | 10    | 11     | 12  | Pos  | Puntos |
| ---- | -------------------- | ----- | ----- | ----- | ------ | ------ | ------ | ------ | ----- | ------ | ----- | ----- | ----- | ----- | ------ | --- | ---- | ------ |
| 2013 | Starworks Motorsport | Riley | BMW   | DP    | DAY 14 | TXS 13 | BAR 12 | ATL 10 | BEL 8 | LEX 10 | S6H 3 | IMS 4 | ELK 1 | KAN 6 | LGA 16 | LRP | 12.º | 252    |

### Fórmula 1
(Clave) (negrita indica pole position) (cursiva indica vuelta rápida)

| Año     | Escudería                 | 1      | 2      | 3       | 4      | 5      | 6       | 7       | 8      | 9       | 10      | 11     | 12     | 13     | 14      | 15     | 16      | 17     | 18      | 19      | 20     | 21     | Pos. | Puntos |
| ------- | ------------------------- | ------ | ------ | ------- | ------ | ------ | ------- | ------- | ------ | ------- | ------- | ------ | ------ | ------ | ------- | ------ | ------- | ------ | ------- | ------- | ------ | ------ | ---- | ------ |
| 2017    | Scuderia Toro Rosso       | AUS    | CHN    | BHR     | RUS    | ESP    | MON     | CAN     | AZE    | AUT     | GBR     | HUN    | BEL    | ITA    | SIN     | MYS    | JPN     | USA 13 | MEX Ret | BRA Ret | ABU 15 |        | 23.º | 0      |
| 2018    | Red Bull Toro Rosso Honda | AUS 15 | BHR 17 | CHN 20† | AZE 10 | ESP 12 | MON 19† | CAN Ret | FRA 14 | AUT Ret | GBR Ret | GER 10 | HUN 11 | BEL 14 | ITA Ret | SIN 16 | RUS Ret | JPN 13 | USA 9   | MEX 12  | BRA 11 | ABU 12 | 19.º | 4      |
| Fuente: |                           |        |        |         |        |        |         |         |        |         |         |        |        |        |         |        |         |        |         |         |        |        |      |        |

### Fórmula E
(Clave) (negrita indica pole position) (cursiva indica vuelta rápida)

| Año     | Escudería   | 1   | 1   | 2   | 3   | 4   | 5   | 5   | 6   | 6   | 7   | 7   | Pos. | Puntos | Ref.  |
| ------- | ----------- | --- | --- | --- | --- | --- | --- | --- | --- | --- | --- | --- | ---- | ------ | ----- |
| 2019-20 | GEOX Dragon | DIR | DIR | SAN | MEX | MAR | BER | BER | BER | BER | BER | BER | 23.º | 2      | [ 5 ] |
| 2019-20 | GEOX Dragon | 19  | 9   | Ret | 12  | 19  |     |     |     |     |     |     | 23.º | 2      | [ 5 ] |